# Gens Sosia

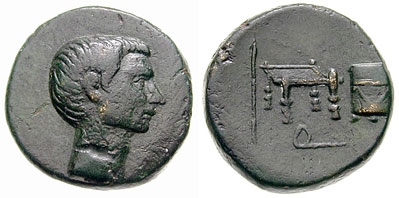
Moneta raffigurante Gaio Sosio (I secolo a.C.)

La gens Sosia era una gens nota soprattutto nell'epoca della guerra civile e dell'Impero romano.

## Storia
All'epoca dell'imperatore Augusto a Roma alcuni Sosii erano noti come fra i maggiori librai della città, titolari di un'officina di produzione e di vendita libri, spesso citati da autori come Orazio, ispirarono anche un racconto in latino di Giovanni Pascoli del 1900 Libreria fratelli Sosii.
Inoltre a Roma, presso il teatro di Marcello, si trovano le rovine del Tempio di Apollo Sosiano, che deve il suo nome a Gaio Sosio, che ne curò il restauro per celebrare un suo trionfo nel 34 a.C.

## Membri dellagens
- Gaio Sosio, questore nel 66 a.C. e pretore nel 49 a.C.;
- Gaio Sosio, console nel 32 a.C. e alleato di Marco Antonio;
- Sosia Galla, nobildonna romana;
- Quinto Sosio Senecione, console nel 99 e nel 107;
- Quinto Pompeio Sosio Prisco, console nel 149;
- Quinto Pompeio Senecione Sosio Prisco, console nel 169;
- Quinto Pompeio Sosio Falcone, console nel 193;